# Lophojoppa stigmatica
Lophojoppa stigmatica là một loài tò vò trong họ Ichneumonidae.